# Roland Andersson
Roland Andersson   (Malmö, 28 de març de 1950) fou un futbolista suec de la dècada de 1970 i entrenador.
Fou 19 cops internacional amb la selecció de futbol de Suècia amb la qual participà a la Copa del Món de Futbol de 1978.
Pel que fa a clubs, defensà els colors de Malmö FF, Djurgårdens IF.
Va tenir una llarga trajectòria com a entrenador:
- 1983–1985 Malmö FF (futbol base)
- 1985–1987 Al-Ittihad
- 1988–1990 Lunds BK
- 1991–1992 Malmö FF (assistent)
- 1993 Al-Ittihad
- 1994 Malmö FF (assistent)
- 1995–1997 Qatar SC
- 1997–1998 BSC Young Boys
- 1998–1999 Malmö FF
- 2002–2003 Al-Shaab
- 2004–2009  Suècia (assistent)
- 2010  Nigèria (assistent)